# Camporgiano
Camporgiano là một đô thị ở tỉnh Lucca trong vùng Toscana của Ý, có cự ly khoảng 90 km về phía tây bắc của Florence và khoảng 40 km về phía tây bắc của Lucca. Tại thời điểm ngày 31 tháng 12 năm 2004, đô thị này có dân số 2.357 người và diện tích là 27,1 km².
Đô thị Camporgiano có các frazioni (đơn vị trực thuộc, chủ yếu là các làng) Filicaia, Poggio, Roccalberti, Casatico, Vitoio, Puglianella Lưu trữ ngày 19 tháng 1 năm 2013 tại archive.today, Casciana, và Cascianella.
Camporgiano giáp các đô thị: Careggine, Castelnuovo di Garfagnana, Minucciano, Piazza al Serchio, Pieve Fosciana, San Romano in Garfagnana, Vagli Sotto.